# Sceloporus uniformis
Espèce
Synonymes
- Sceloporus magister uniformis Phelan & Brattstrom, 1955

Sceloporus uniformis est une espèce de sauriens de la famille des Phrynosomatidae.

## Répartition
Cette espèce est endémique des États-Unis. Elle se rencontre en Californie, au Nevada et en Arizona.

## Publication originale
- Phelan & Brattstrom, 1955 : Geographic variation in Sceloporus magister. Herpetologica, vol. 11, no 1, p. 1-14.